# Gennaro Di Mauro
Gennaro Alberto Di Mauro (Massa di Somma, 8 novembre 2001) è un canottiere italiano.

## Biografia
Ha iniziato l'attività agonistica nel 2015 al Circolo Canottieri Napoli. In seguito è passato alla Canottieri Aniene.
Nel 2017 ha partecipato ai campionati del mondo juniores a Trakai (Lituania) giungendo quinto in finale con l'otto con.
Nel 2018 giunge terzo in finale B ai campionati europei juniores a Gravelines (Francia) e quinto ai campionati mondiali juniores di Racice (Repubblica Ceca) in singolo. Ai campionati italiani di indoor rowing stabilisce il nuovo record italiano junior sui 2000 m al remoergometro con 5:52.70.
Nel 2019 giunge quarto ai campionati del mondo Junior di Tokyo (Giappone) in singolo, dopo aver condotto 3/4 di gara in testa. Ai campionati italiani di indoor rowing a San Miniato stabilisce il record del mondo junior sui 2000 metri al remoergometro con il tempo 5:45.50.
Nell'ottobre 2020 ha stabilito il record del mondo di indoor rowing: vogando per trenta minuti sul rower ha percorso la distanza di 9 374 metri, mantenendo un passo medio di 1.36 ogni 500 metri.
All'età di diciannove anni ha rappresentato l'Italia ai giochi olimpici estivi di Tokyo nel singolo giungendo in seconda posizione in finale B (8ª posizione assoluta).